# Lamborghini Essenza SCV12
La Lamborghini Essenza SCV12 è un'auto ad alte prestazioni sportive prodotta dalla casa automobilistica italiana Lamborghini. Analogamente per la Sesto Elemento, la Essenza SCV12 non è omologata per uso stradale ma è stata sviluppata esclusivamente per la pista.

## Contesto
Nella sigla "SCV12", "SC" sta per Squadra Corse, la sezione della Lamborghini che ha curato lo sviluppo di questo progetto, mentre "V12" riprende la configurazione del motore che monta, appunto un V12.
Così come la Ferrari FXX K, la McLaren Senna GTR o l'Aston Martin Vulcan, la Lamborghini Essenza SCV12 non è stata omologata per uso stradale; ciò significa che il suo uso è riservato in pista ai suoi proprietari. Nonostante non sia adottata per partecipare a dei campionati motoristici, la Essenza è la prima gran turismo progetta per rispettare gli standard di sicurezza del regolamento del campionato FIA per i Le Mans Prototype.
Dopo l'acquisto delle vetture da parte dei compratori, esse non saranno consegnate agli acquirenti ma verranno conservate presso un edificio a Sant'Agata Bolognese. Essi potranno comunque usare la vettura durante eventi organizzati dalla stessa Lamborghini.
La produzione è limitata a 40 esemplari.

## Stile
Esternamente, la linea della Essenza si basa su quella della Aventador, modello dalla quale deriva. Nel frontale da essa differisce per la posizione e la forma dei fanali, a LED ed esagonali e collocati più in basso, nei paraurti anteriori, e dalla presenza di uno splitter e di due appendici laterali; nel posteriore il paraurti è stato sostituito da un diffusore e dall'attacco dell'alettone, i fari sono stati rivisitati e cambia anche la forma del cofano, nel quale confluisce una presa d'aria che parte da sopra il tetto. Dalla Aventador eredita però l'apertura verticale delle portiere.
Internamente è molto diversa dalla vettura su cui si basa. Infatti è stato eliminato tutto ciò che è superfluo per i fini competitivi. Sul volante, ispirato a quello delle monoposto di Formula 1, sono posti i comandi per l'elettronica e i sedili sono forniti dalla OMP Racing.
Grazie all'aerodinamica della vettura, sviluppata in collaborazione con Dallara, a 250 km/h il carico aerodinamico arriva a 1 200 kg.

## Tecnica
Il telaio della Essenza non riprende quello della Aventador ma, primo esempio su una vettura gran turismo, consiste in una monoscocca in fibra di carbonio con un grado di robustezza tale da rendere innecessaria l'adozione del roll-bar all'interno dell'abitacolo.
Il motore V12 aspirato da 6,5 litri, il più potente mai sviluppato dalla casa santagatese, esprime oltre 830 CV con una coppia massima di 830 N·m a 7 000 giri/min ed è abbinato a un cambio sequenziale a 6 rapporti prodotto dalla X-trac, sul quale sono direttamente infulcrate le sospensioni posteriori push rod. Diversamente dalla Aventador, la trazione è solo posteriore e rispetto a essa il motore, pur rimanendo longitudinale, risulta ruotato di 180°. Il rapporto potenza-peso dell'auto è di 1,66 CV/kg.
La Lamborghini Essenza monta dei cerchi monodado in magnesio da 19″ con pneumatici lisci Pirelli con specifiche 285/650 per l'anteriore e cerchi da 20″ con pneumatici 354/725 per il posteriore. I freni a disco sono forniti dalla Brembo.